# Inga duquei
Inga duquei är en ärtväxtart som beskrevs av Hermann August Theodor Harms. Inga duquei ingår i släktet Inga och familjen ärtväxter. Inga underarter finns listade i Catalogue of Life.